# Penelope Wilton
Pour les articles homonymes, voir Wilton.
Penelope Wilton est une actrice britannique, née le 3 juin 1946 à Scarborough, en Angleterre. Elle est promue Officier de l'ordre de l'Empire britannique en 2004, puis Dame commandeur depuis 2016.
Elle est mondialement connue depuis 2010 pour son rôle d'Isobel Crawley dans la série historique populaire Downton Abbey ainsi que ses différentes suites cinématographiques.

## Biographie

### Enfance
Wilton est née à Scarborough, North Riding of Yorkshire, fille d'Alice Travers, danseuse de claquettes et ancienne actrice, et de Clifford William Wilton, homme d'affaires,,,. Elle est une nièce des acteurs Bill Travers et Linden Travers. Ses grands-parents maternels possédaient des théâtres.
Elle a fréquenté le Drama Centre London de 1965 à 1968,.

### Carrière
Wilton a commencé sa carrière sur scène en 1969 au Nottingham Playhouse. Ses premiers rôles incluent Cordelia dans King Lear, à la fois à Nottingham et à The Old Vic.
Elle a fait ses débuts à Broadway en mars 1971 lorsqu'elle a joué Araminta dans la production originale de Broadway de The Philanthropist , et a fait ses débuts dans le West End en août 1971 face à Sir Ralph Richardson, dans la pièce de John Osborne West of Suez au Cambridge Theatre. Elle était apparue auparavant dans les deux pièces au Royal Court Theatre. Elle a joué Ruth dans la production londonienne originale de 1974 de la trilogie Norman Conquests d'Alan Ayckbourn.
Sa carrière d'actrice à la télévision a commencé en 1972, jouant Vivie Warren dans l'adaptation de la BBC2 de Mrs Warren's Profession face à Coral Browne dans le rôle-titre et à Robert Powell. La production a été répétée dans le cadre de la série Play of the Month en 1974 sur BBC1.  En 1994, Wilton a dépeint Browne dans une adaptation radio d' Un Anglais à l'étranger pour le BBC World Service  et répété sur divers formats de radio de la BBC depuis. À la suite de l'émission de 'Mrs. Warren's Profession', Wilton a ensuite eu plusieurs rôles majeurs à la télévision, dont deux de la BBC Television Shakespeareproductions (comme Desdemona dans Othello et Regan dans King Lear )..
La carrière cinématographique de Wilton comprend des rôles dans The French Lieutenant's Woman (1981), Cry Freedom (1987), Iris (2001), Calendar Girls (2003) et Shaun of the Dead (2004), Orgueil et Préjugés (2005) de Joe Wright (adapté du roman de Jane Austen), Match Point de Woody Allen (2005) et dans The History Boys (2006).
Elle n'est pas devenue un nom familier jusqu'à ce qu'elle apparaisse avec Richard Briers dans la comédie de situation de la BBC de 1984, Ever Decreasing Circles, qui a duré cinq ans. Elle a joué Ann, épouse de longue date de Martin (Briers), un "bienfaiteur" obsessionnel et pédant. En 2005, Wilton a joué le rôle de Harriet Jones dans deux épisodes de la reprise par la BBC de la populaire série télévisée de science-fiction Doctor Who. Ce rôle invité a été écrit spécialement pour elle par le scénariste en chef et producteur exécutif du programme, Russell T Davies, avec qui elle avait travaillé sur Bob et Rose ( ITV , 2001). Le personnage de Jones est revenu en tant que Premier ministre dans le Doctor Who 2005 Spécial Noël L'Invasion de Noël. Dans la première partie de la finale de la série de 2008, The Stolen Earth, elle fait une dernière apparition, maintenant en tant qu'ancien Premier ministre qui se sacrifie par extermination par les Daleks pour que les compagnons du Docteur puissent le contacter.
Wilton est apparue à la télévision en tant que Barbara Poole, la mère d'une femme disparue, dans la série dramatique télévisée de la BBC Five Days en 2005 et dans le drame d'ITV Half Broken Things (octobre 2007) et la production de la BBC de The Passion (Pâques 2008). À partir de 2010, elle est apparue dans le rôle d'Isobel Crawley dans les six saisons du drame à succès Downton Abbey. Elle fut la naufragée sur les disques de Desert Island de BBC Radio 4 en avril 2008. En décembre 2012 et février 2013, elle était la narratrice de la dramatisation de Lin Coghlan de The Cazalets d'Elizabeth Jane Howard , diffusée sur BBC Radio.

### Vie privée
Entre 1975 et 1984, Wilton a été mariée à l'acteur Daniel Massey. Ils ont eu une fille, Alice, née en 1977. Avant cela, ils avaient eu un fils mort-né.
En 1991, Wilton a épousé Ian Holm. En 1992, ils sont apparus ensemble en tant que Pod et Homélie dans l'adaptation de The Borrowers par la BBC. Un an plus tard, ils sont apparus ensemble dans une suite Le Retour des Emprunteurs. En 1998, Ian Holm a été anobli et Wilton est devenu Lady Holm. Ils ont divorcé en 2001.

## Filmographie

### Cinéma
- 1977 : Joseph Andrews : Madame Wilson
- 1981 : La Maîtresse du lieutenant français : Sonia
- 1985 : Laughterhouse : Alice Singleton
- 1986 : Clockwise : Pat
- 1987 : Cry Freedom : Wendy Woods
- 1992 : Méli-mélo à Venise : Patricia Fulford
- 1993 : The Secret Rapture : Marion French
- 1995 : Carrington : Lady Ottoline Morrel
- 1999 : The Strange Case of Delphina Potocka or The Mystery of Chopin : Delphina et Paulina
- 1999 : Tom's Midnight Garden : Tante Melbourne
- 2001 : Iris : Janet Stone
- 2003 : Calendar Girls' : Ruth
- 2004 : Shaun of the Dead : Barbara
- 2005 : Match Point : Eleanor Hewett
- 2005 : Orgueil et Préjugés : Madame Gardiner
- 2006 : History Boys : Madame Bibby
- 2011 : Indian Palace : Jean Ainslie
- 2012 : The Girl : Peggy Robertson
- 2013 : Belle
- 2015 : Indian Palace : Suite Royale : Jean Ainslie
- 2016 : Le Bon Gros Géant (The BFG) de Steven Spielberg : la reine Élisabeth II
- 2017 : Zoo de Colin McIvor : Denise Austin
- 2018 : Le Cercle littéraire de Guernesey (The Guernsey Literary and Potato Peel Pie Society) de Mike Newell : Amelia Maugery
- 2019 : Downton Abbey : Isobel Crawley
- 2020 : Summerland de Jessica Swale : Alice Lamb âgée
- 2022 : La Ruse (Operation Mincemeat) de John Madden : Hester Leggett
- 2022 : Downton Abbey 2 : Une Nouvelle Ère de Simon Curtis : Isobel Crawley
- 2025 : Downton Abbey 3 de Simon Curtis : Isobel Crawley

### Télévision
- 1972 : Thirty-Minute Theatre (en) (1 épisode)
- 1972 : Country Matters : Rachel Sullens (1 épisode)
- 1972-1975 : BBC Play of the Month : Regan et Vivie Warren (2 épisodes)
- 1973 : The Pearcross Girls : Helen Charlesworth, Anna Pearcross, Lottie Merchant et Julia Pearcross (4 épisodes)
- 1973 : The Song of Songs : Lili Czepanek
- 1976 : Widowing of Mrs. Holroyd
- 1977 : The Norman Conquests : Annie (3 épisodes)
- 1980-1981 : Play for Today : Helen et Virginia Carlion
- 1981 : Othello, de Jonathan Miller (téléfilm) : Desdémone
- 1982 : The Tale of Beatrix Potter : Beatrix Potter
- 1982 : King Lear : Regan
- 1984-1986 : Ever Decreasing Circles : Ann Bryce (27 épisodes)
- 1986 : Signé Cat's Eyes : Angela Lane (1 épisode)
- 1986 : The Monocled Mutineer : Lady Angela Forbes (2 épisodes)
- 1990 : 4 Play : Julia (1 épisode)
- 1992 : Screaming : Beatrice (8 épisodes)
- 1992 : The Borrowers : Homily
- 1993 : The Return of the Borrowers : Homily
- 1994-1995 : Performance : Beth et Hester Collyer (2 épisode)
- 1998 : This Could Be the Last Time : Marjorie
- 1998 : Talking Heads : Rosemary (1 épisode)
- 1998 : Alice au pays des merveilles : À travers le miroir : La Reine blanche
- 1999 : Gooseberries Don't Dance
- 1999 : Kavanagh : Barbara Watkins (1 épisode)
- 1999 : Wives and Daughters : Madame Hamley (2 épisodes)
- 2000 : Rockaby : La fille dame
- 2001 : The Whistle-Blower : Heather Graham
- 2001 : Victoria et Albert : Princesse Victoire, Duchesse de Kent
- 2001 : Bob et Rose : Monica Gossage (3 épisodes)
- 2003 : Lucky Jim : Celia Welch
- 2005 : Falling : Daisy Langrish
- 2005-2008 : Doctor Who : Harriet Jones (4 épisodes)
- 2007 : Cinq jours : Barbara Poole (4 épisodes)
- 2007 : Celebration : Julie
- 2007 : Half Broken Things : Jean
- 2008 : The Passion : Mary
- 2009 : Miss Marple : Jeux de glaces : Carrie Louise Serrocold
- 2009 : Margot : B.Q.
- 2010 : Arena : Plusieurs personnages (1 épisode)
- 2010 : Ma tribu : Rosemary Matthews (1 épisode)
- 2010-2015 : Downton Abbey : Isobel Crawley
- 2011 : South Riding : Madame Beddows (3 épisodes)
- 2011-2012 : North by Northamptonshire : Mary (5 épisodes)
- 2012 : The Girl : Peggy Robertson
- 2016 : Good Vibrations (Brief Encounters) : Pauline
- 2019 - : After Life : Anne

## Distinctions
- Laurence Olivier Awards 2015 : Meilleure actrice pour Taken at Midnight
- Officier de l'ordre de l'Empire britannique en 2004, puis Dame commandeur depuis 2016

## Source
- (en) Cet article est partiellement ou en totalité issu de l’article de Wikipédia en anglais intitulé « Penelope Wilton » (voir la liste des auteurs).